# Kristoffer Jakobsen
Per Roland Kristoffer Jakobsen (ur. 9 września 1994 w Boden) – szwedzki narciarz alpejski.
Zadebiutował w Pucharze świata 23 listopada 2016 roku w Sölden w gigancie, lecz tam nie ukończył pierwszego przejazdu. Pierwsze pucharowe punkty zdobył 13 listopada 2016 roku w Levi, zajmując 12. miejsce w slalomie. Na podium zawodów tego cyklu pierwszy raz znalazł się 12 grudnia 2021 roku w Val d’Isère, gdzie rywalizację w slalomie ukończył na drugiej pozycji. W zawodach tych rozdzielił Francuza Clémenta Noëla i Filipa Zubčića z Chorwacji.
Znalazł się w kadrze Szwecji na Zimowe Igrzyska Olimpijskie 2018. Zajął tam między innymi siódmą lokatę w slalomie. Podczas rozgrywanych trzy lata później mistrzostw świata w Cortinie d’Ampezzo wspólnie z Estelle Alphand, Williamem Hanssonem, Sarą Hector, Jonną Luthman i Mattiasem Rönngrenem zdobył srebrny medal w zawodach drużynowych. W zawodach drużynowych zdobył także brązowy medal na mistrzostwach świata w Saalbach w 2025 roku.

## Osiągnięcia

### Igrzyska olimpijskie
| Miejsce | Dzień     | Rok  | Miejscowość | Konkurencja      | Czas biegu | Strata | Zwycięzca       |
| ------- | --------- | ---- | ----------- | ---------------- | ---------- | ------ | --------------- |
| DNS2    | 18 lutego | 2018 | Pjongczang  | Gigant           | 2:18,04    | -      | Marcel Hirscher |
| 7.      | 22 lutego | 2018 | Pjongczang  | Slalom           | 1:38,99    | +0,95  | André Myhrer    |
| 5.      | 24 lutego | 2018 | Pjongczang  | Zawody drużynowe | –          | –      | Szwajcaria      |
| DNF1    | 16 lutego | 2022 | Pekin       | Slalom           | 1:44,09    | -      | Clément Noël    |

### Mistrzostwa świata
| Miejsce | Dzień     | Rok  | Miejscowość        | Konkurencja          | Czas biegu | Strata | Zwycięzca            |
| ------- | --------- | ---- | ------------------ | -------------------- | ---------- | ------ | -------------------- |
| 29.     | 17 lutego | 2017 | Sankt Moritz       | Gigant               | 2:13,31    | +4,77  | Marcel Hirscher      |
| DNF1    | 19 lutego | 2017 | Sankt Moritz       | Slalom               | 1:34,75    | -      | Marcel Hirscher      |
| DNF1    | 17 lutego | 2019 | Åre                | Slalom               | 2:05,86    | -      | Marcel Hirscher      |
| DNF     | 16 lutego | 2021 | Cortina d’Ampezzo  | Gigant równoległy    | -          | -      | Mathieu Faivre       |
| 2.      | 17 lutego | 2021 | Cortina d’Ampezzo  | Zawody drużynowe     | -          | -      | Norwegia             |
| 11.     | 14 lutego | 2023 | Courchevel/Méribel | Drużynowo            | –          | –      | Stany Zjednoczone    |
| DNF1    | 19 lutego | 2023 | Courchevel/Méribel | Slalom               | 1:39,50    | –      | Henrik Kristoffersen |
| 3.      | 4 lutego  | 2025 | Saalbach           | Zawody drużynowe     | –          | –      | Włochy               |
| 11.     | 12 lutego | 2025 | Saalbach           | Kombinacja drużynowa | 2:42,38    | +1,83  | Szwajcaria 1         |
| DNF1    | 16 lutego | 2025 | Saalbach           | Slalom               | 1:54,02    | –      | Loïc Meillard        |

### Puchar Świata

#### Miejsca w klasyfikacji generalnej
- sezon 2016/2017: 107.
- sezon 2018/2019: 124.
- sezon 2019/2020: 67.
- sezon 2020/2021: 54.
- sezon 2021/2022: 52.
- sezon 2022/2023: 51.
- sezon 2023/2024: 40.
- sezon 2024/2025:

#### Miejsca na podium
1. Val d’Isère − 12 grudnia 2021 (slalom) – 2. miejsce
2. Madonna di Campiglio – 22 grudnia 2021 (slalom) – 3. miejsce
3. Kitzbühel – 21 stycznia 2024 (slalom) – 2. miejsce
4. Gurgl – 24 listopada 2024 (slalom) – 2. miejsce